# トゥガナン
トゥガナン村(Desa Tenganan)は、インドネシア共和国バリ州カランガスム県マンギス郡の村。バリ島先住民、バリ・アガ(en)の村として知られる。チャンディダサの北方にあたる。経緯絣（ダブルイカット）や籐籠の制作でも有名。

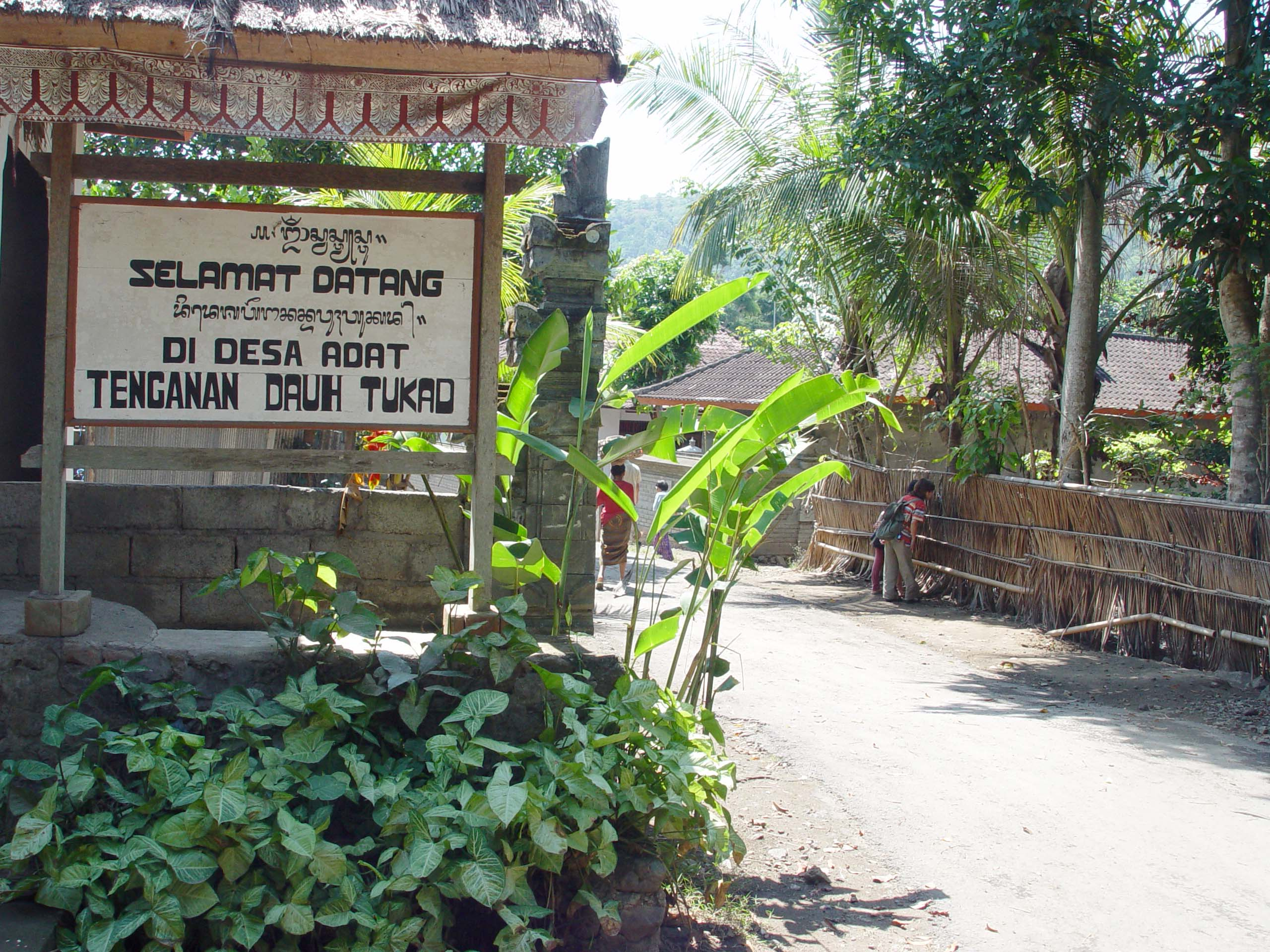
ダウトゥカッ集落の入り口
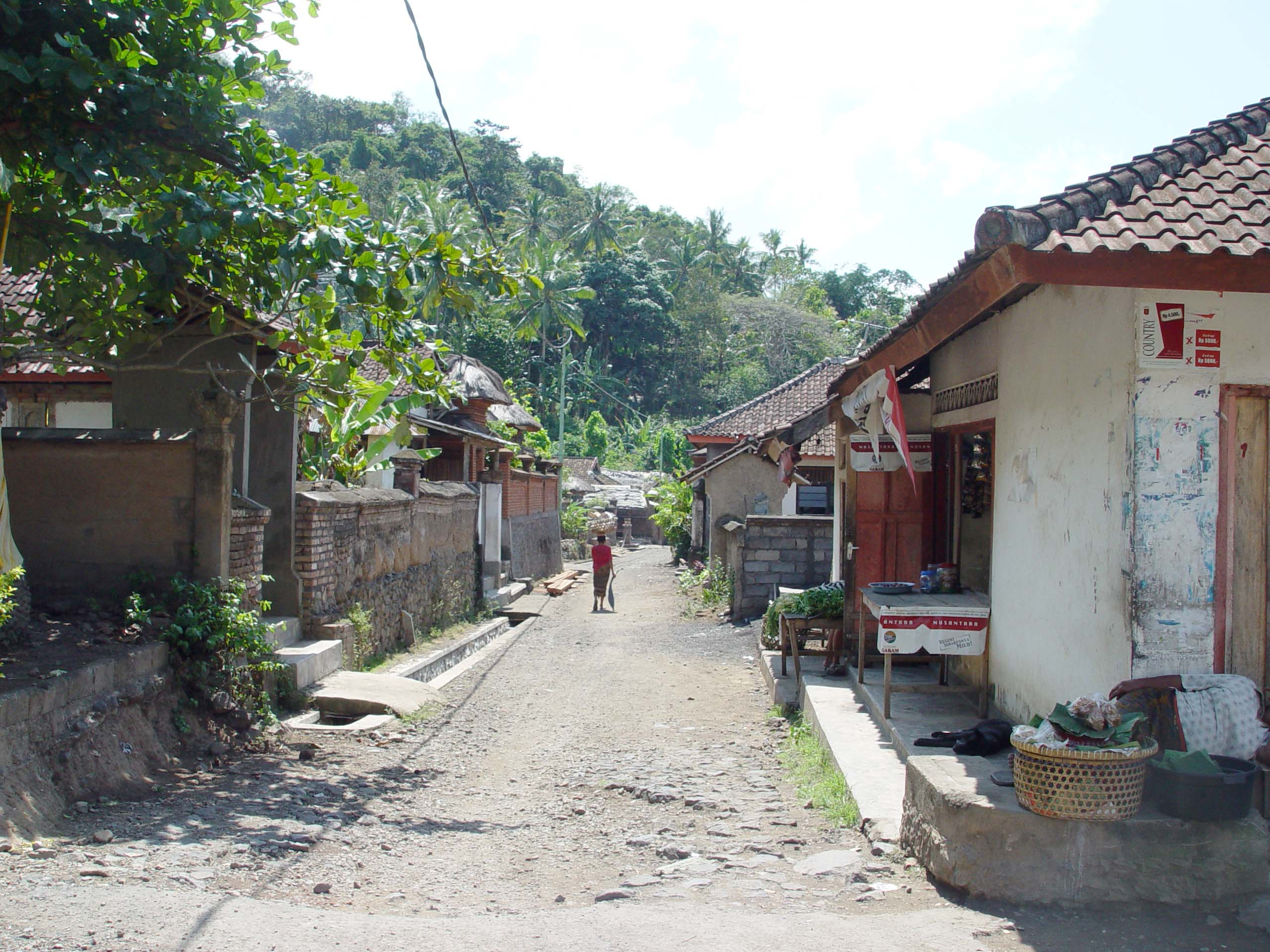
ダウトゥカッ集落
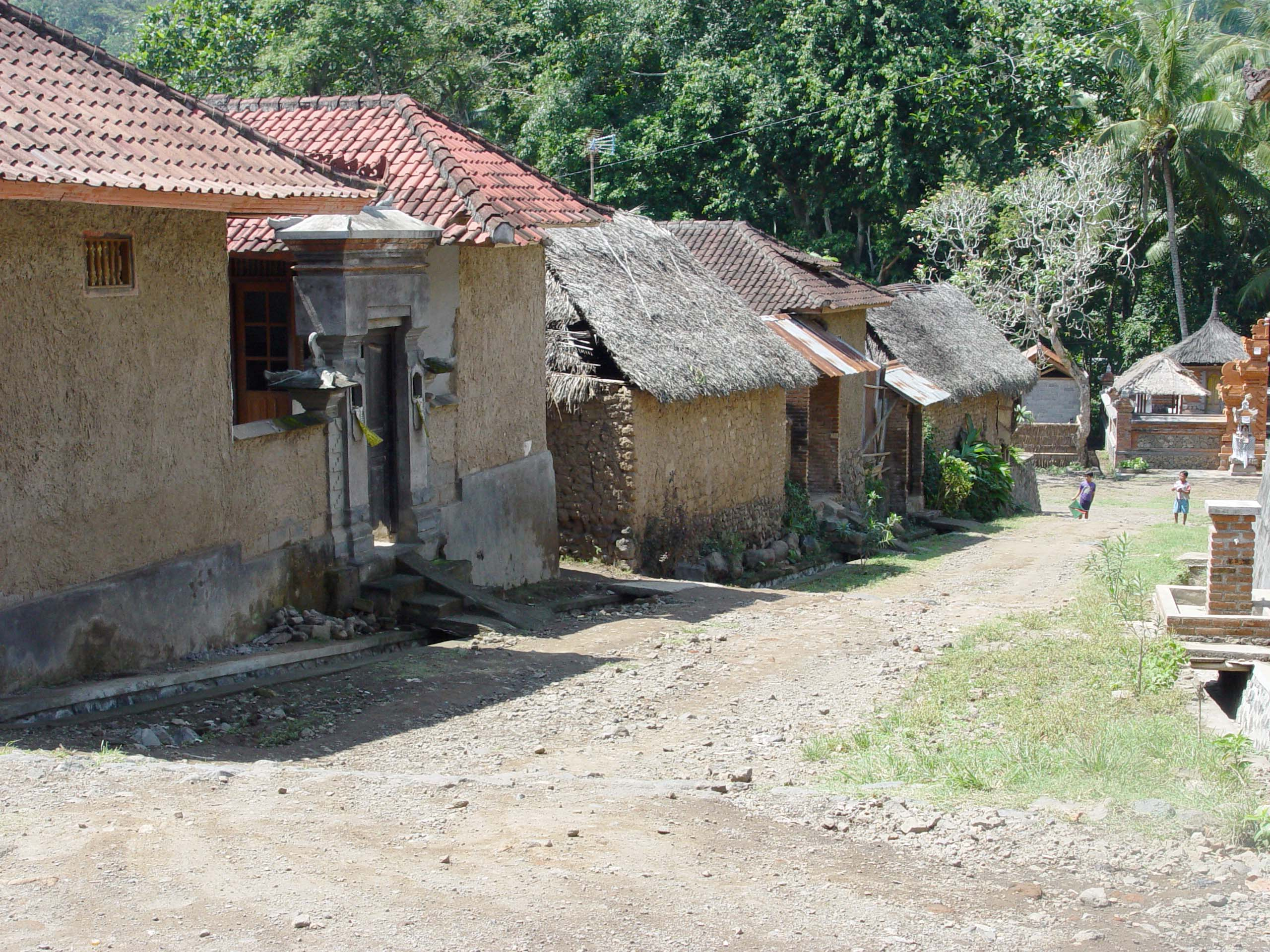
ダウトゥカッ集落
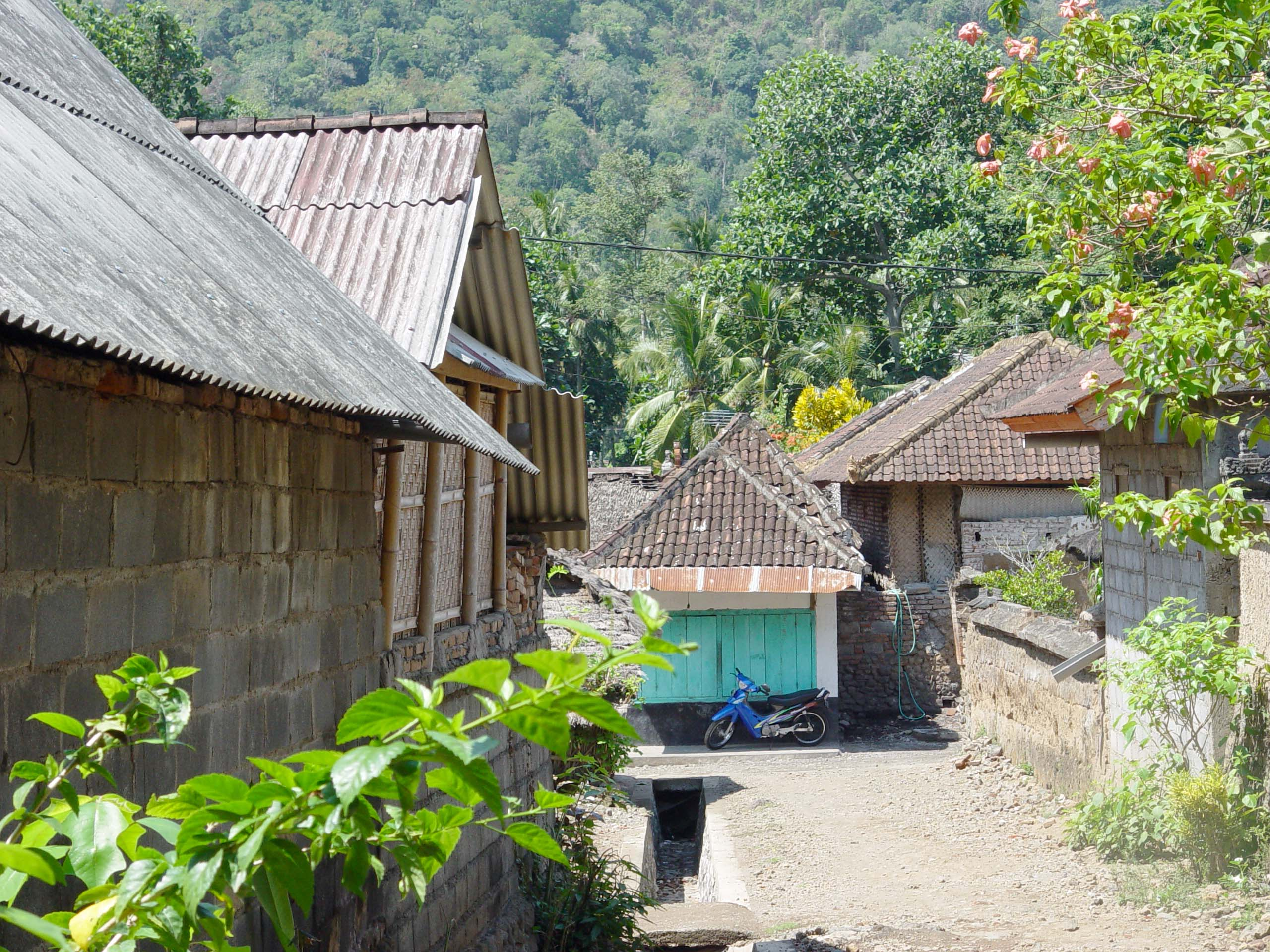
ダウトゥカッ集落
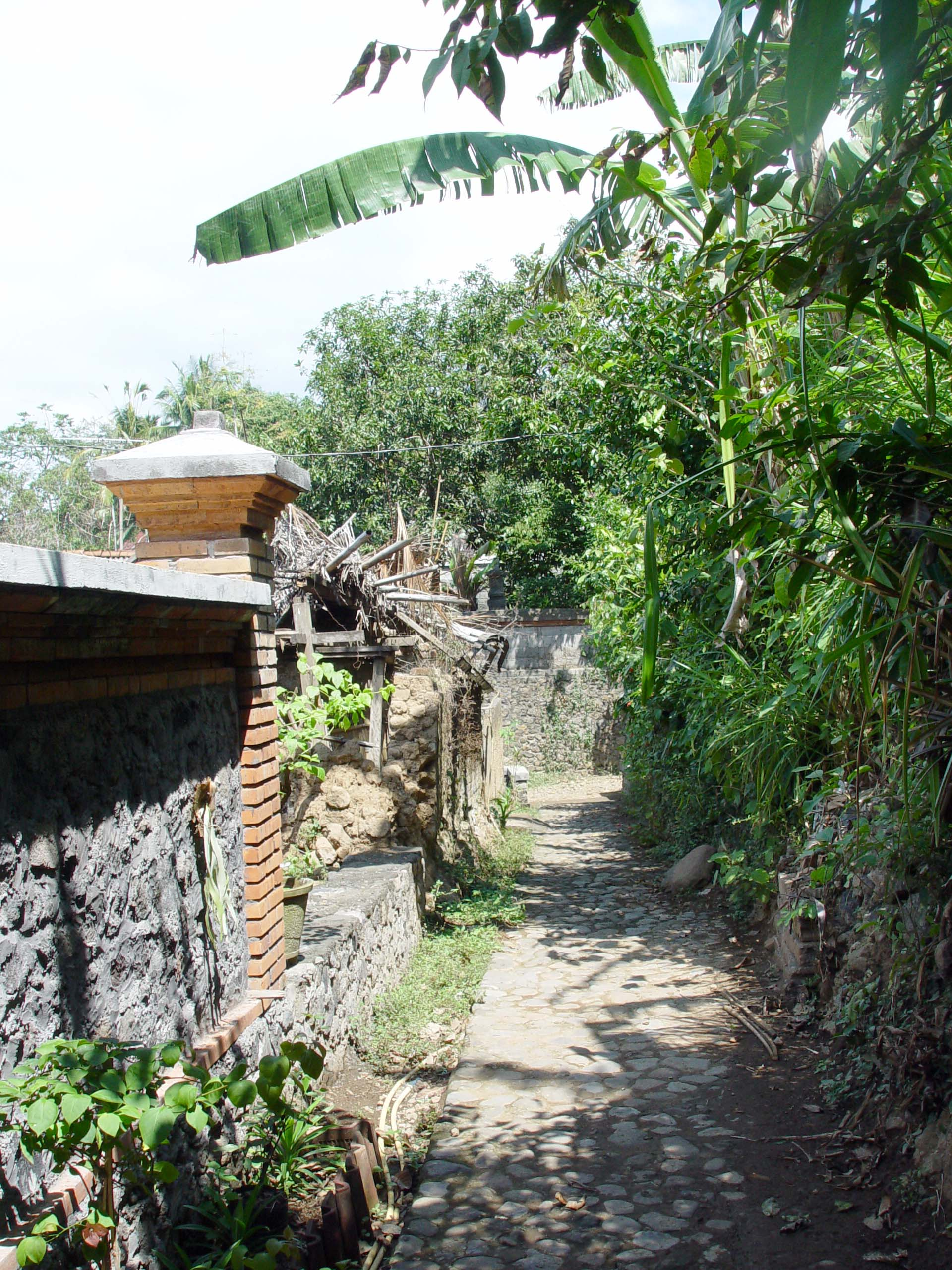
ダウトゥカッ集落
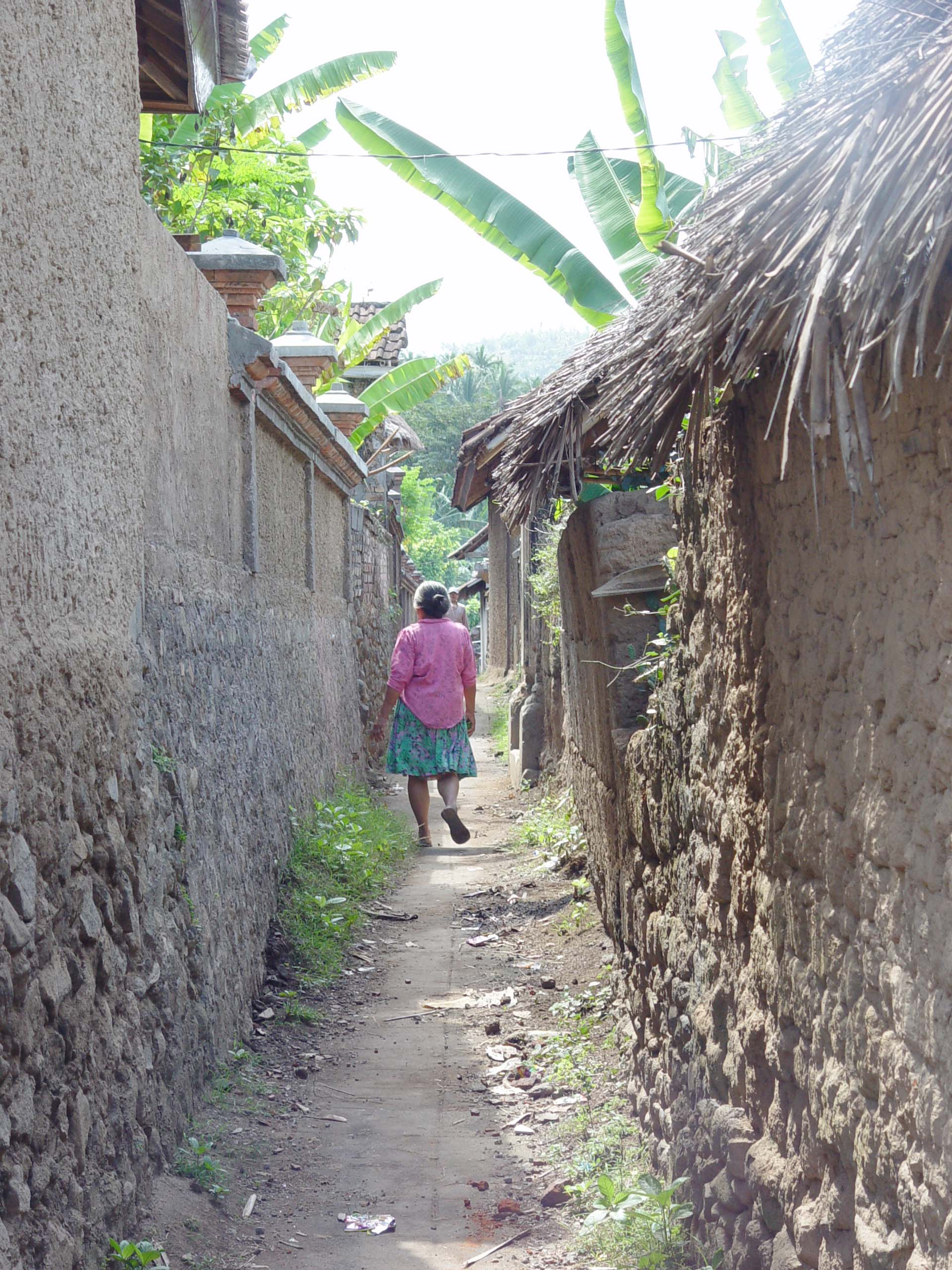
ダウトゥカッ集落
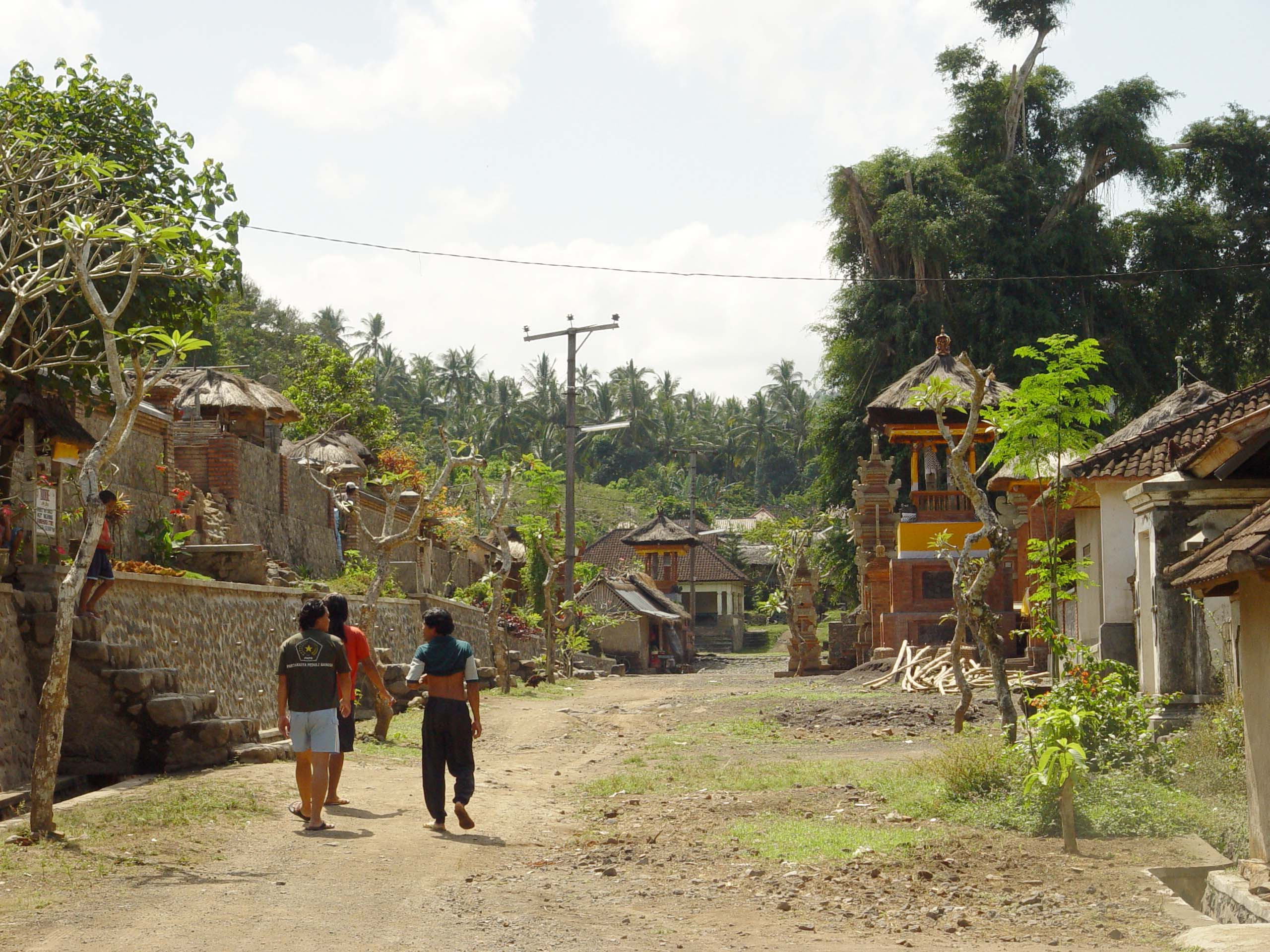
ダウトゥカッ集落
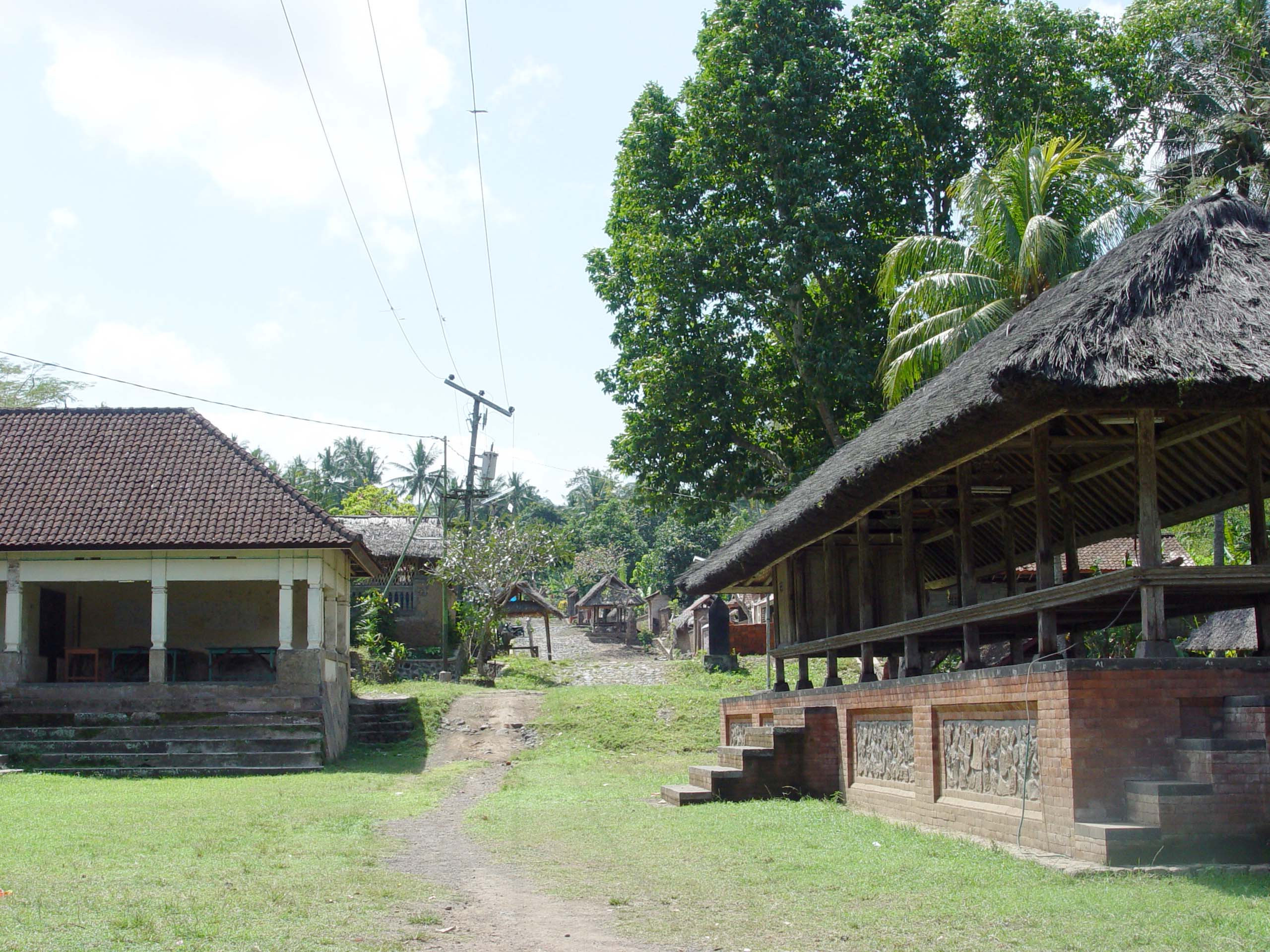
ダウトゥカッ集落
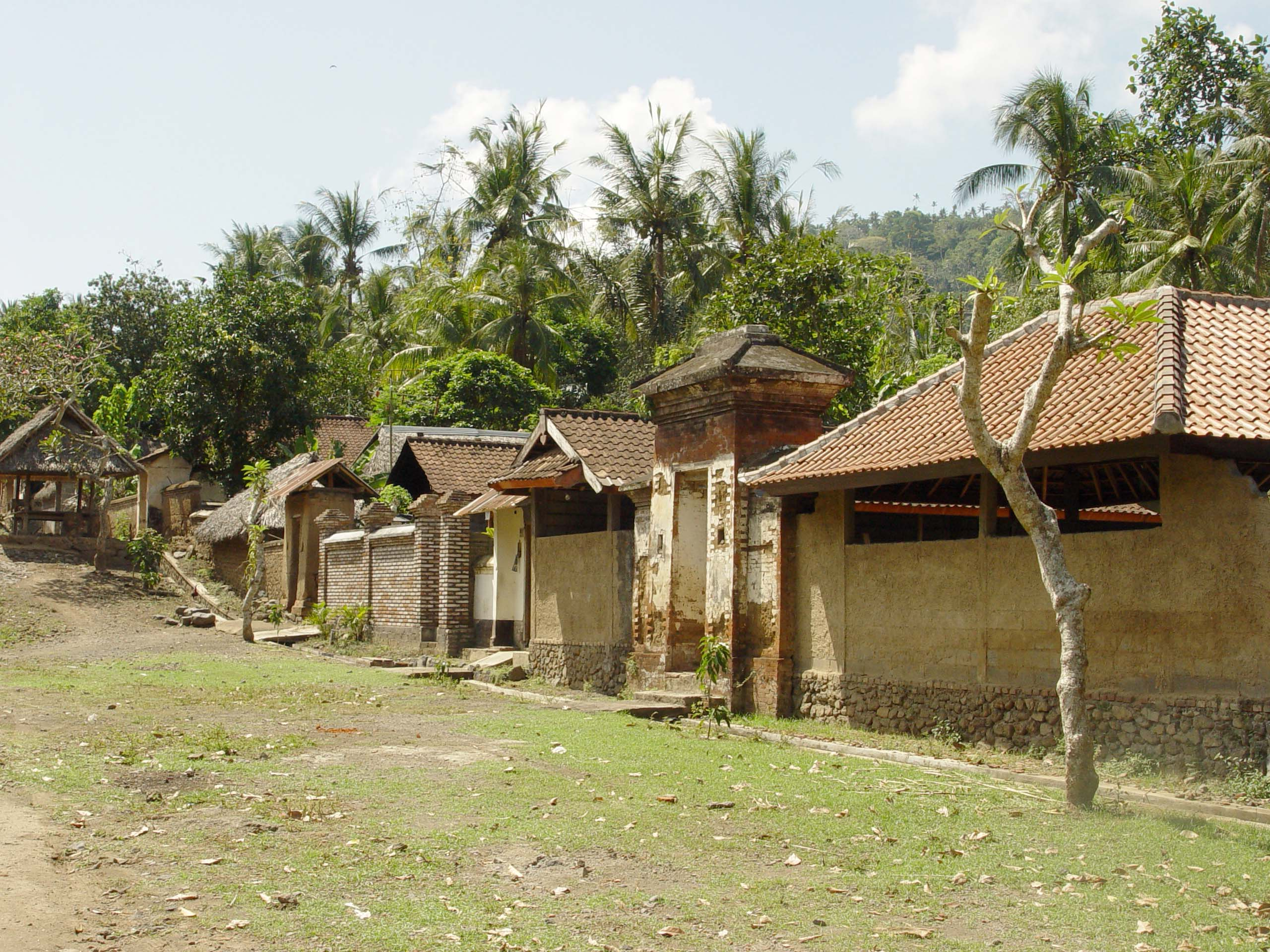
ダウトゥカッ集落